# Florida (stad in Uruguay)
Florida is een stad in Uruguay en het is tevens de hoofdstad van het gelijknamige departement Florida. De stad heeft 32.128 inwoners (2004) en werd gesticht op 24 april 1809 als San Fernando de la Florida Blanca, later werd dit veranderd in Florida.
Florida speelt een belangrijke rol in de Uruguayaanse geschiedenis, in 1825 werd er de Onafhankelijkheidsverklaring getekend. De plek waar dit gedaan werd staat bekend als Piedra Alta de la Florida.
Sinds 1931 is de stad de zetel van een rooms-katholiek bisdom.

## Geboren
- Washington González (1955), voetballer
- Sebastián Viera (1983), voetballer
- Jonathan Rodríguez (1993), voetballer